# Clã Home
O Clã Home é um clã escocês da região das Terras Baixas, Escócia.
O atual chefe é David Alexander Cospatrick Douglas-Home, 15º Earl de Home.